# Хотінський район
Хотінський райо́н — колишній район Сумської округи, Харківської і Сумської областей.

## Історія
Утворений 7 березня 1923 року з центром у с. Хотінь у складі Сумської округи Харківської губернії з Хотинської, Писарівської, Стецьківської і Миколаївської волостей.
Після ліквідації округ 15 вересня 1930 року райони передані в пряме підпорядкування УСРР.
3 лютого 1931 року розформований, територія перейшла до Білопільського району.
17 лютого 1935 року утворений знову в складі Харківської області. До складу району перейшли Хотинська, Костянтинівська, Кіндратівська, Кровнянська, Миколаївська, Ново-Січанська, Олексіївська, Писарівська, Руднівська, Склярівська, Стецьківська, Андріївська, Кекинська, Ободська та Ястребенська сільські ради Білопільського району.
10 січня 1939 року перейшов до новоутвореної Сумської області.
7 червня 1957 року до району приєднані Басівська, Біловодська, Водолагівська, Могрицька і Юнаківська сільради розформованого Миропільського району.
Розформований 30 грудня 1962 року, територія перейшла до Сумського району.